# Boston High Wheel Automobile Manufacturing Company
Boston High Wheel Automobile Manufacturing Company war ein US-amerikanischer Hersteller von Automobilen. Manche Quellen geben Boston High Wheel Manufacturing Company bzw. Boston High Wheel Auto Manufacturing Company an.

## Unternehmensgeschichte
Das Unternehmen hatte seinen Sitz in Boston in Massachusetts. 1907 entstanden einige Automobile, die als Boston High Wheel vermarktet wurden. Laut einer Quelle ist aus 1908 noch eine Anzeige überliefert.

## Fahrzeuge
Im Angebot standen Highwheeler. Die vorderen Räder waren 44 Zoll groß und die hinteren 48 Zoll. Es waren Vollgummireifen. Ein luftgekühlter Zweizylindermotor mit 12 PS Leistung trieb die Hinterachse an.